# Sepp Mahler

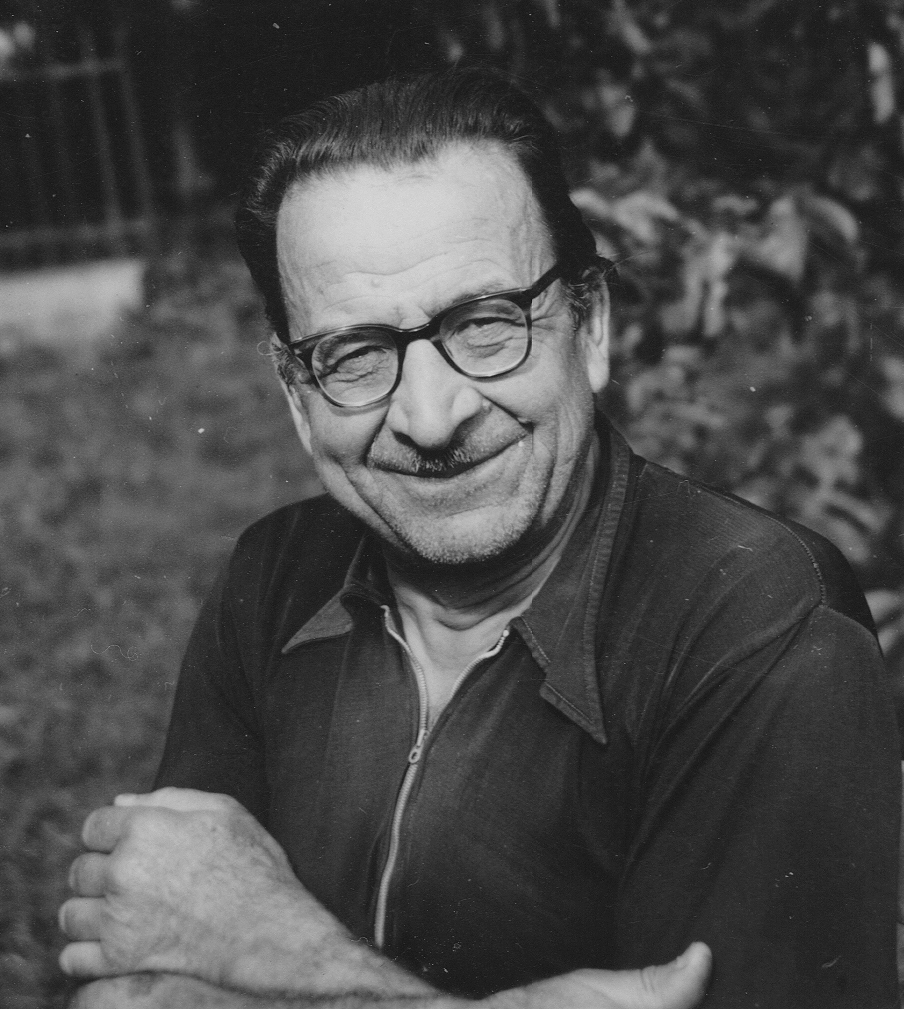
Sepp Mahler (1950)

Josef „Sepp“ Mahler (* 30. Mai 1901 in Wurzach; † 11. Oktober 1975 in Wangen im Allgäu) war ein Maler und Schriftsteller aus Bad Wurzach in Oberschwaben.

## Leben

Mahlers Geburtshaus in Wurzach

Sepp Mahler wurde am 30. Mai 1901 im ehemaligen Leprosenhaus in Wurzach als einziges Kind von Josef (1864–1916) und Antonie Mahler (geb. Schnell, 1864–1934) geboren. Sein Vater leitete von 1897 bis 1914 als Torfmeister das „Fürstlich Waldburg-Wurzach’sche Torfwerk Oberried“ bei Wurzach, das heute als Museum geführt wird. Seine Mutter führte die Kantine des dortigen Torfwerks mit einer Belegschaft von über 90 Personen (Stand 1902). So konnten die Mahlers 1903 in der heutigen Ravensburger Straße ihr eigenes Haus bauen. Sein Vater, ein Nachfahre Vorarlberger Stuckateure, erkannte früh die Begabung seines Sohnes. Während der Realschulzeit riss dieser mit 14 Jahren nach München aus mit dem Wunsch, Maler zu werden. Er absolvierte dort an der Dekorationsmalerschule von 1915 bis 1918 eine Lehre und belegte daneben Abendkurse im Kopfzeichnen.
Nach Abschluss der Lehre kehrte Mahler 1918 in seine Heimat zu seiner Mutter zurück. Sein Vater war 1916 gestorben. Bei einem Kirchenmaler in Ravensburg und in den Mooren Oberschwabens begann er zu arbeiten und zu malen. Er besuchte 1921/22 die Staatliche Kunstgewerbeschule Stuttgart und erhielt am dortigen Kunstgewerbemuseum unter Direktor Pazaurek eine erste Ausstellung. Von 1922 bis 1923 studierte er an der Akademie der Bildenden Künste Stuttgart. Im Jahre 1924 schickte er von Wurzach aus Bleistiftzeichnungen, Aquarelle und einige Gedichte an Herwarth Walden, der die Berliner Galerie „Der Sturm“ betrieb. Bilder von Sepp Mahler wurden neben Chagall, Klee, Feininger und Kokoschka ausgestellt.

### Vagabundenzeit
Nach dieser Zeit in Stuttgart zog Mahler als Vagabund durch Europa und Teile des Orients. Den Broterwerb erzielte er durch wechselnde Gelegenheitsarbeiten als Tagelöhner in den verschiedensten Berufen. Er fällte Bäume in den Wäldern Norwegens, fuhr auf Fischkuttern und Walschiffen, war Fremdenführer in Italien, Eseltreiber am Vesuv und Wasserverkäufer in Konstantinopel. Als Karawanenführer in Arabien scheiterte er am fehlenden Arabisch.
Auf Wunsch seiner Mutter kehrte er 1929 in die Heimat zurück. Er suchte Kontakt zu Gregor Gog und wurde ständiger Mitarbeiter der links stehenden Zeitschrift Der Vagabund (Zeit- und Streitschrift der internationalen Bruderschaft der Vagabunden). Große Erfolge erzielte Sepp Mahler Anfang der 1930er Jahre mit seinen Bildern in Ausstellungen in Berlin und in Stuttgarter Galerien.

### Zeit des Nationalsozialismus
In der Zeit des Nationalsozialismus galt Mahlers Kunst als entartet. In Leutkirch im Allgäu wurde er 1933 für 46 Tage in Schutzhaft genommen. Danach starb seine Mutter. Nach der Ablehnung seiner Aufnahme in die Reichskulturkammer 1935 erhielt er ein Ausstellungsverbot. Mahler zog sich zurück nach Wurzach ins elterliche Haus. Er wurde 1941 zur Wehrmacht eingezogen, aber schon 1942 wegen Krankheit als dienstuntauglich entlassen. Im Jahre 1943 heiratete er Gertrud Knausenberger (* 1909), die den inzwischen schwerkranken Künstler pflegte. Ein Jahr später wurde ihre gemeinsame Tochter Adelgund geboren. Mahler war während der ganzen Zeit des Nationalsozialismus ohne einen nachweisbaren Verdienst. Bis ins Jahr 1945 war er ohne festes Einkommen. Er lebte daher unter sehr ärmlichen Verhältnissen und bezahlte die anfallenden kommunalen Steuern mit seinen Bildern.

### Spätere Jahre
1955 hatte Mahler in der Galerie Henning in Halle (Saale) zwei Ausstellungen (Balladeske Bildwerke, Aquarelle und Glaslithographien und Lyrik, Aquarelle, Linolschnitte und Holzreliefs). In den 1960er und 1970er Jahren wurde seine Kunst wiederentdeckt. Seine Bilder finden sich in der Staatsgalerie Stuttgart, in Regierungspräsidien, Museen, bei namhaften Privatsammlern und in vielen Kunstausstellungen im In- und Ausland.
Mahler war Mitglied bei verschiedenen Kunstvereinen, auch bei der Sezession Oberschwaben-Bodensee (SOB). Trotz seiner Nähe zum Kubismus der Zwanziger Jahre, zur Malweise eines van Gogh oder zu Klees Traumbildern gehörte er zu den „eigenwilligsten Künstlern in Oberschwaben“.
Sepp Mahler starb im Oktober 1975 an inneren Verletzungen, die er sich bei einer Wanderung in den Bergen zugezogen hatte.
Nach Mahlers Tod wurden seine Bilder in über 50 Ausstellungen weit über den württembergischen Raum hinaus gezeigt, z. B. bei der Berliner Wanderausstellung Wohnsitz Nirgendwo 1982 und bei der literarischen Ausstellung Schwabenspiegel-Literatur vom Neckar bis zum Bodensee 1800–1950, die 2008 durch ganz Baden-Württemberg wanderte. 2005 gelangten Bilder von ihm in eine Ausstellung in Saint Helier auf der Kanalinsel Jersey.

### Sein literarisches Werk

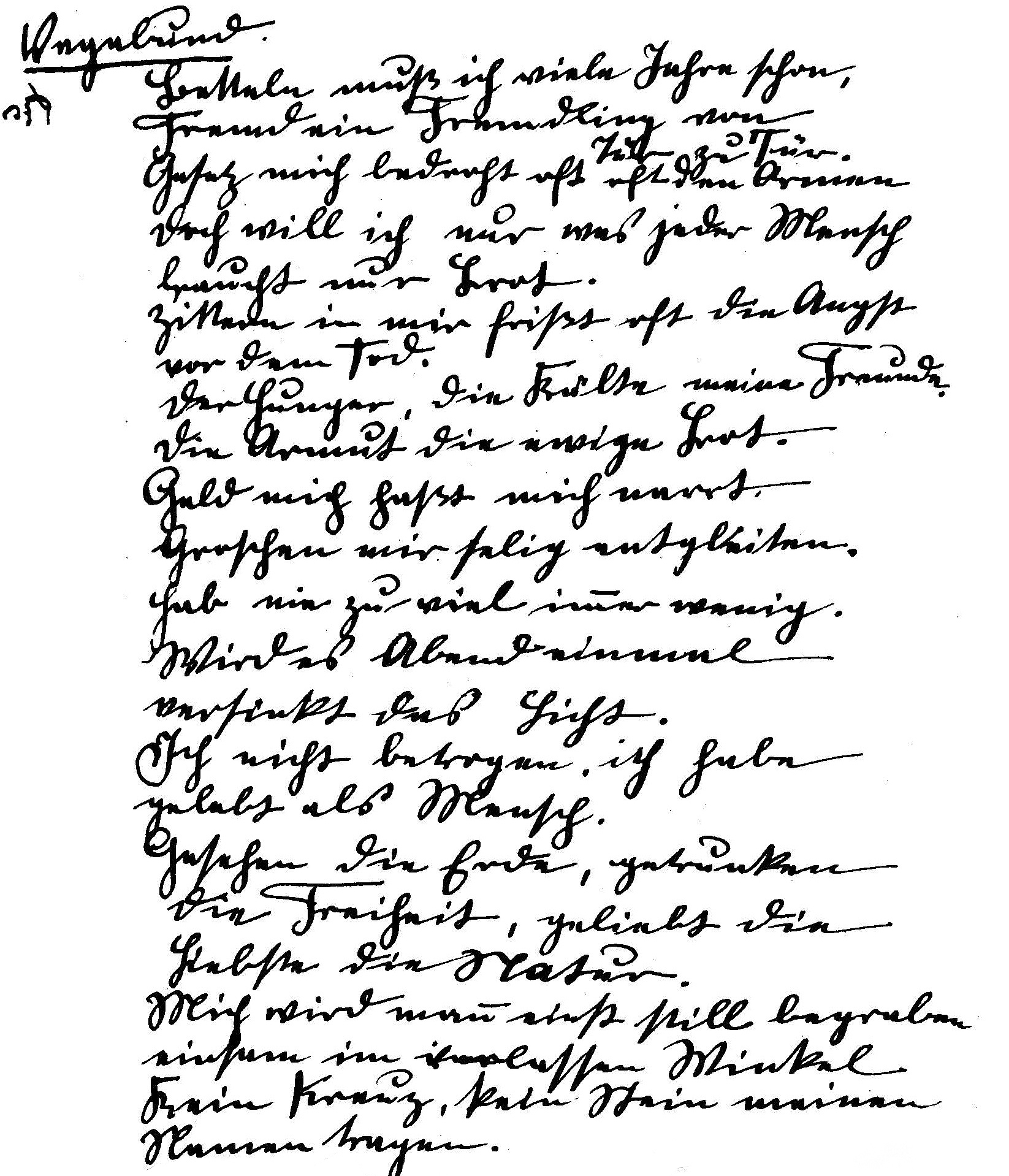
Vagabund, 1929, Handschrift Ausschnitt

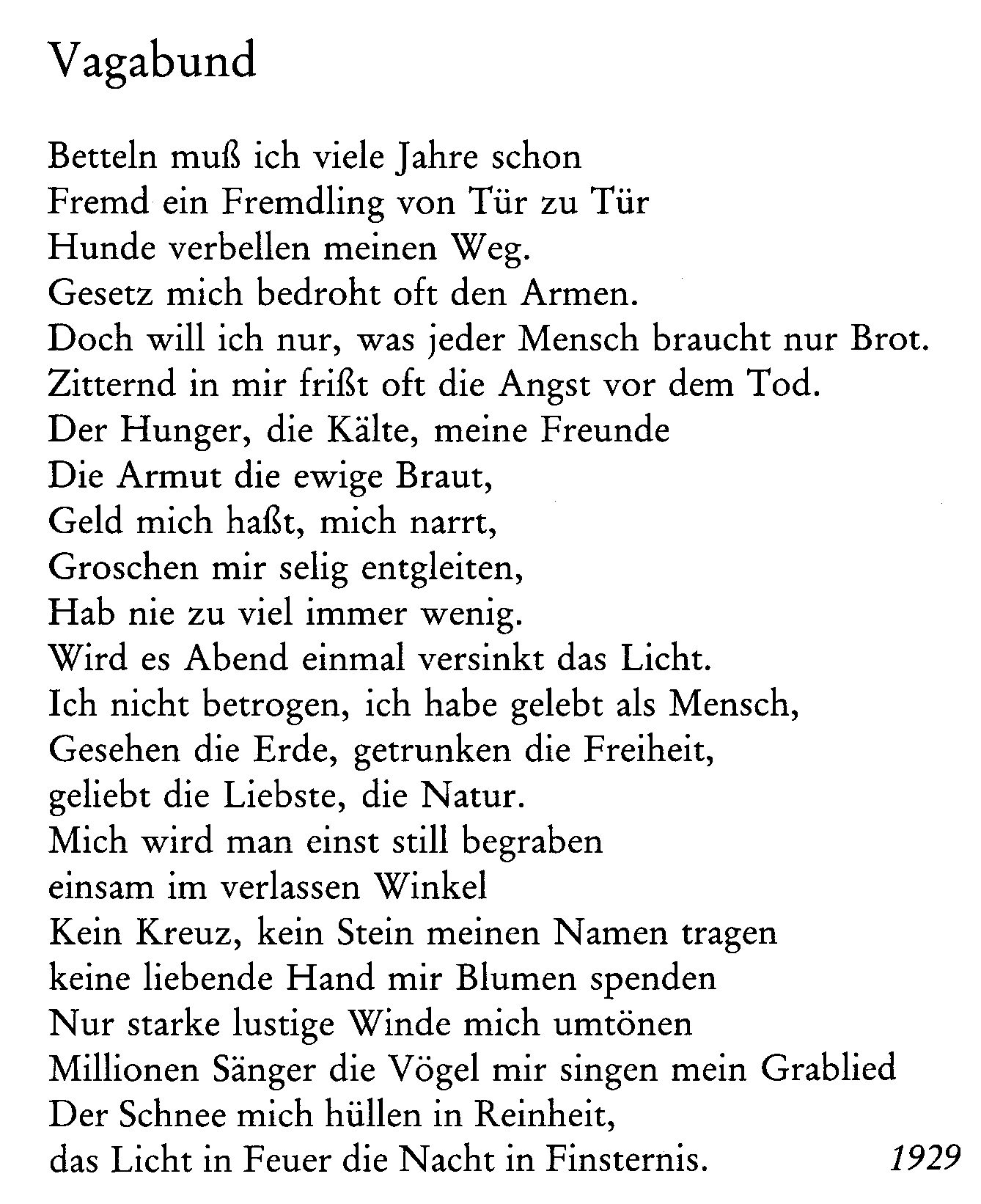
Vagabund, 1929, Druck

Ab 1919 schrieb Sepp Mahler Gedichte und Prosa, doch neben seiner bildnerischen Tätigkeit wurde seine literarische Tätigkeit kaum wahrgenommen, obwohl er bei Ausstellungseröffnungen immer wieder selbst daraus vortrug. 1951 las er im Pädagogischen Institut Weingarten aus seinen Gedichten. 
Auf Anregung von Martin Walser beauftragte die Stiftung Literaturarchiv Oberschwaben in Biberach deshalb den Schriftsteller Manfred Bosch, den literarischen Nachlass aufzunehmen und Texte herauszugeben. Über eintausend Gedichte, zahlreiche Notizen, Entwürfe und Notizen wurden von Manfred Bosch erfasst und teilweise in das Buch aufgenommen.

Am umfangreichsten ist Mahlers Lyrik, daneben seine Prosa in Erzählungen, Betrachtungen und Aufzeichnungen aus seinem Vagabundenleben. Man schrieb über sein Werk: „Das Drama ‚Die Nacht‘ und zahlreiche Aufrufe des Rufers Mahler aus der Wanderzeit belegen die Vielfältigkeit seiner literarischen Begabung“ und „Von Jugend an schöpfte der Pazifist und Vegetarier aus der Urkraft des Rieds lebensbestimmende Eindrücke: Philosophische Texte reflektieren über ein Leben im Einklang mit dem Kosmos, über Arbeitswelt und Industrialisierung.“

## Einrichtungen

### Das Leprosenhaus mit Sepp-Mahler-Museum Bad-Wurzach
Mahlers Geburtshaus, das Leprosenhaus, wurde mit einer Ausstellung 1987 als Museum der Stadt Bad Wurzach mit der Lebens- und Wohnkultur des Ortes eingeweiht. 1991 kam dazu das Sepp-Mahler-Museum der Stadt Bad Wurzach im Untergeschoss, das durch die Freunde und Förderer des Leprosenhauses betreut wird.

### Kulturdenkmal Sepp-Mahler-Haus

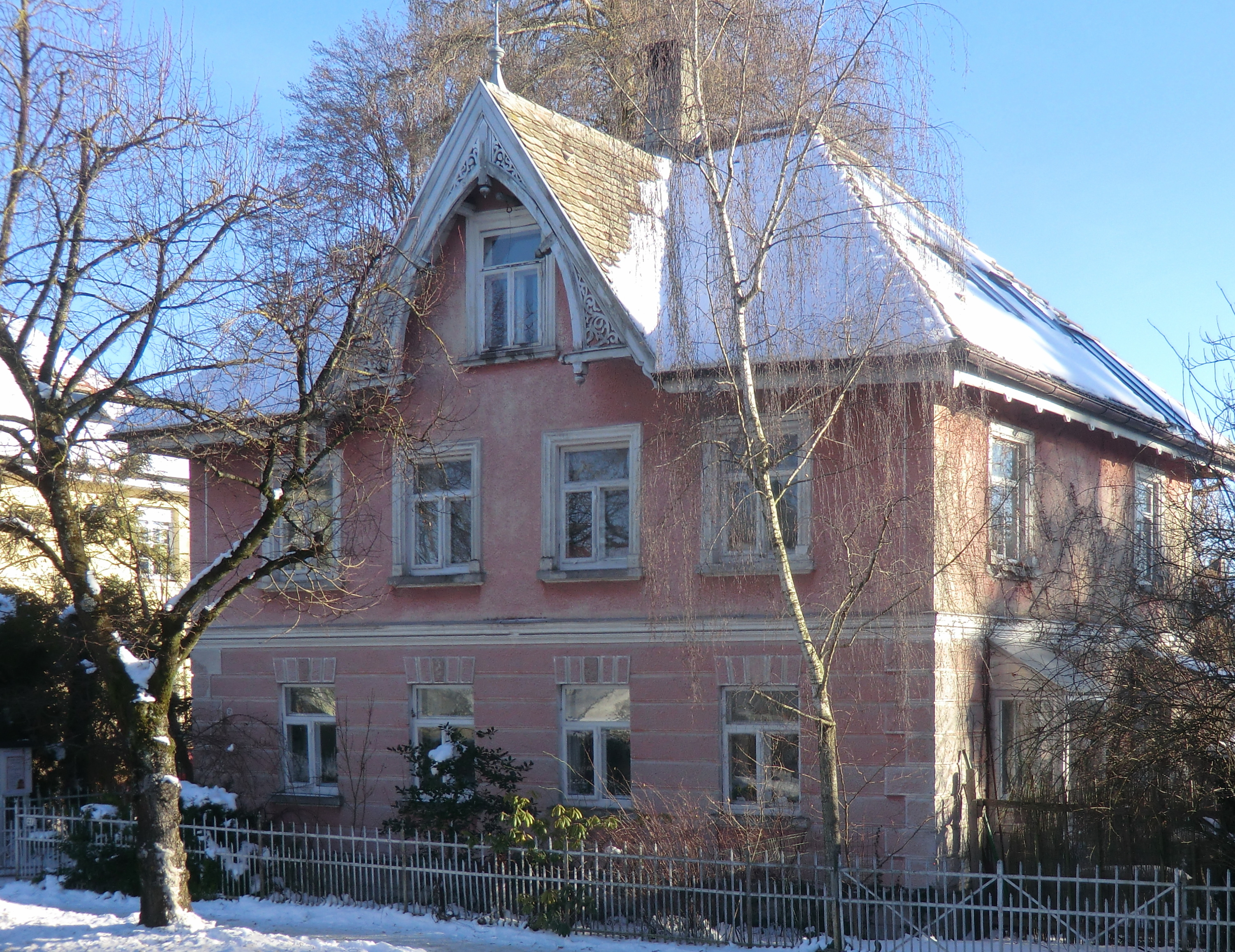
Kulturdenkmal Sepp-Mahler-Haus

Über die Denkmalpflege des Regierungsbezirks Tübingen wurde 2013 das 1903 erbaute Haus in der Ravensburger Straße 21 in die Liste der Kulturdenkmale in Baden-Württemberg aufgenommen. Es ist das „anschaulich erhaltene Wohnhaus“ des Torfmeisters vor mehr als 100 Jahren. Untergebracht sind hier drei Nachlässe der Familie Mahler: Malerei und Literatur Sepp Mahlers, dazu die Sozialgeschichte der Torfarbeit am Beispiel seiner Vorfahren ab 1817. Im ganzen Haus sind Bilder und andere künstlerische Arbeiten von Sepp Mahler ausgestellt. Mit dem „Förderkreis Kulturdenkmal Sepp-Mahler-Haus“ gestaltet Mahlers Tochter Adelgund jährlich wechselnde Ausstellungen und Veranstaltungen.
Der Landkreis Ravensburg übernahm von 2007 bis 2009 die Digitalisierung des über 4000 Nummern umfassenden malerischen Nachlasses von Sepp Mahler.

### Im Sepp-Mahler-Haus

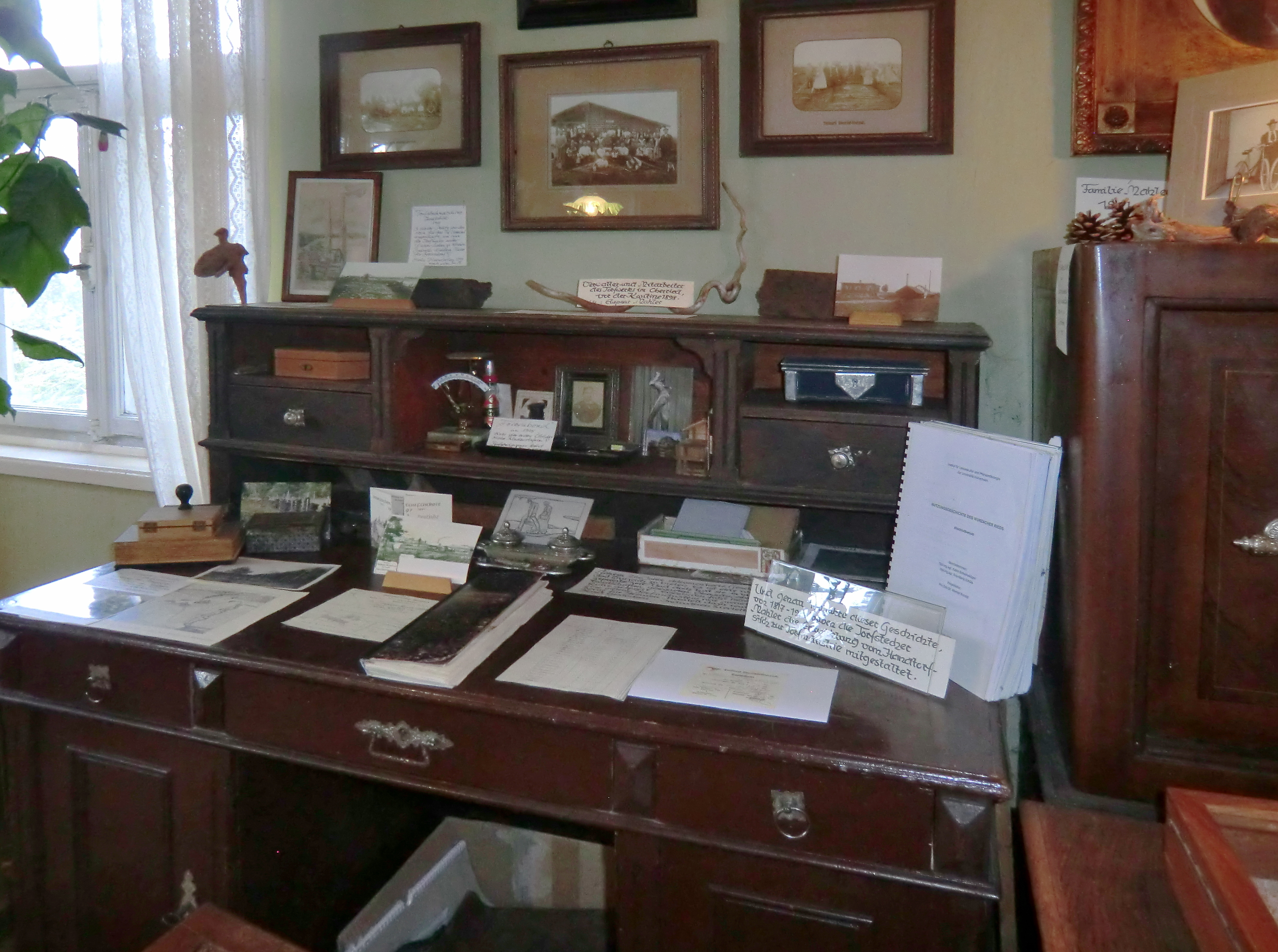
Sepp-Mahler-Haus, im „Büro“: Schreibtisch des Vaters
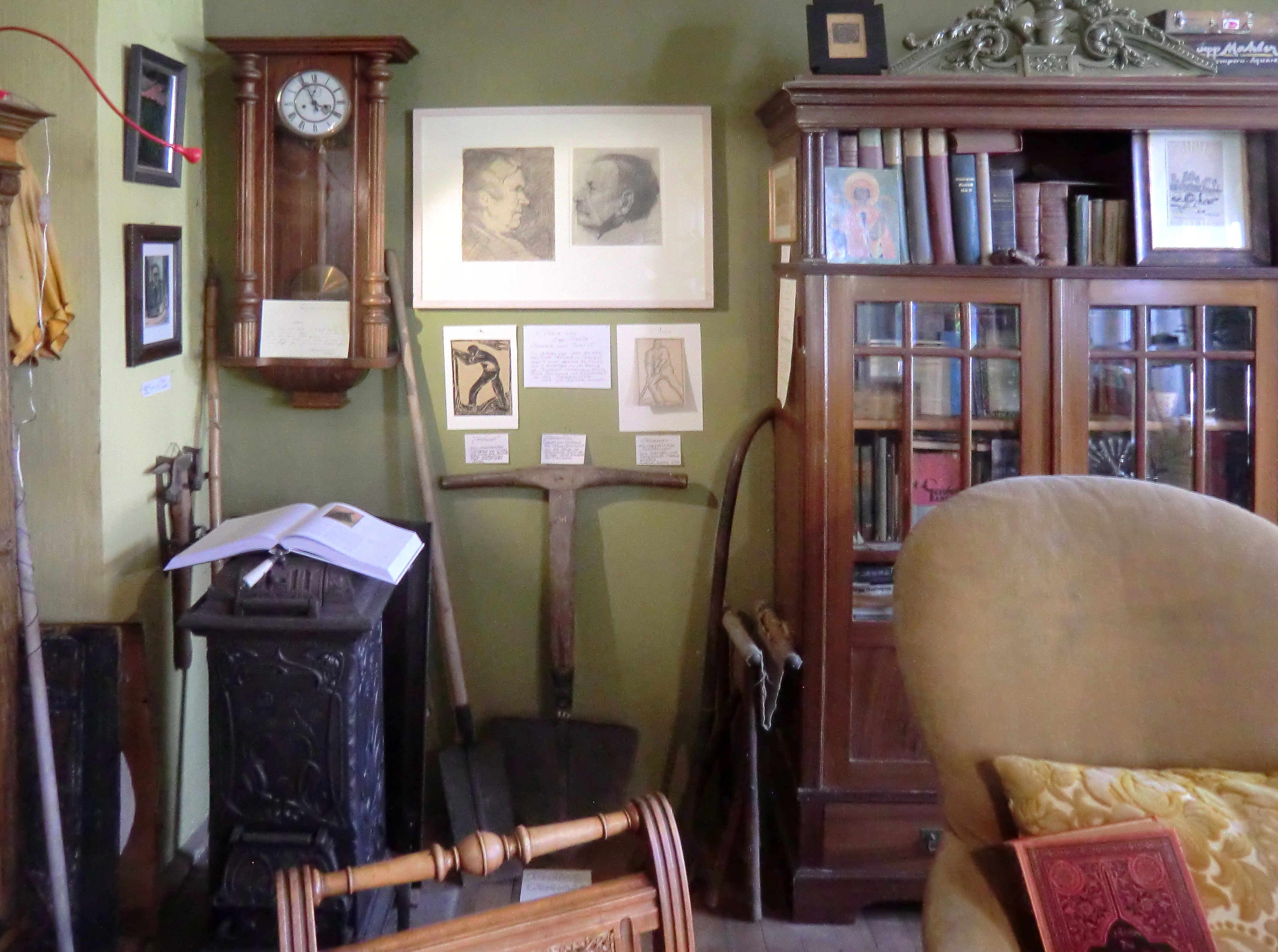
Sepp-Mahler-Haus, im „Torfmeisterzimmer“
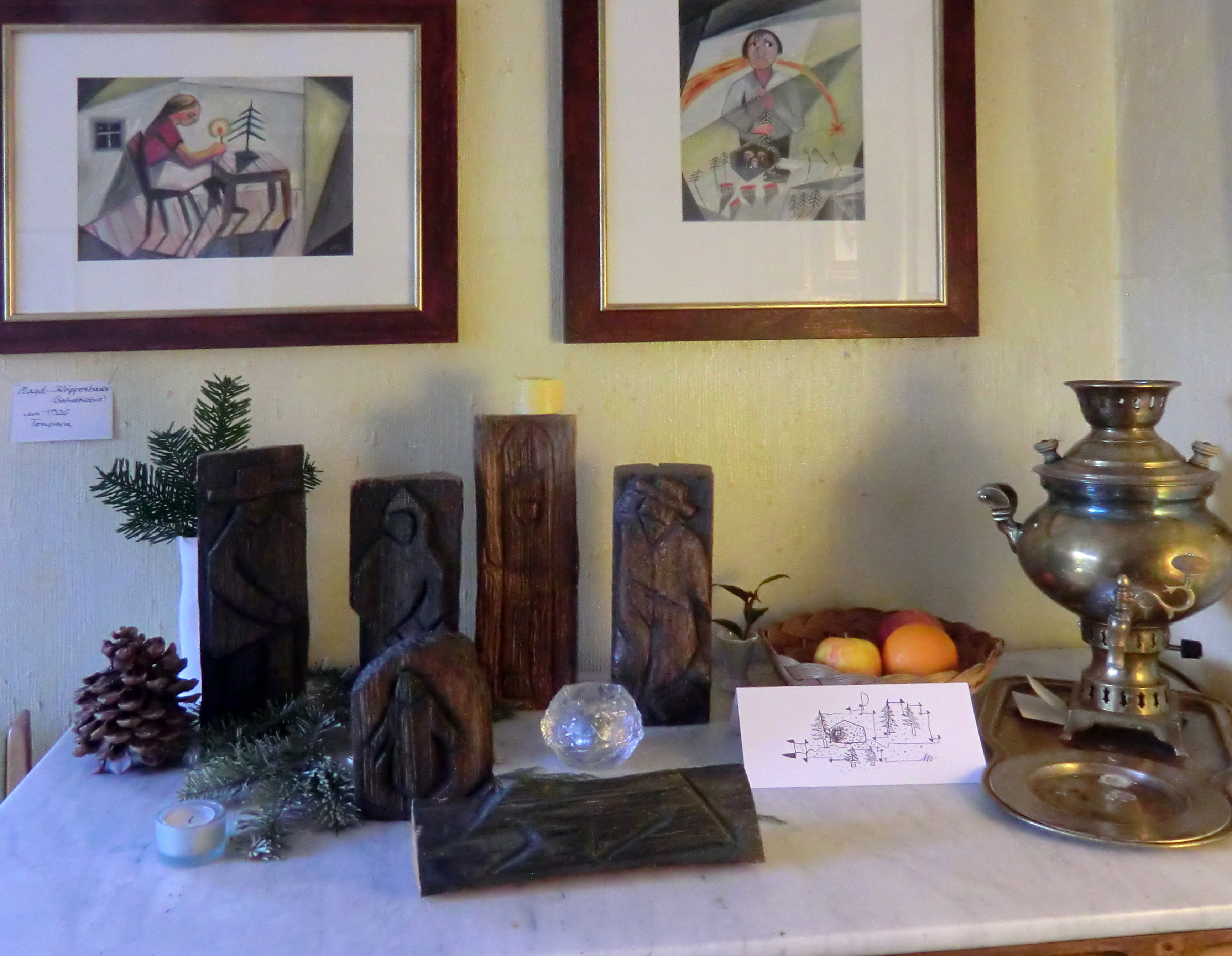
Ausstellung 2015 mit geschnitzter Krippe
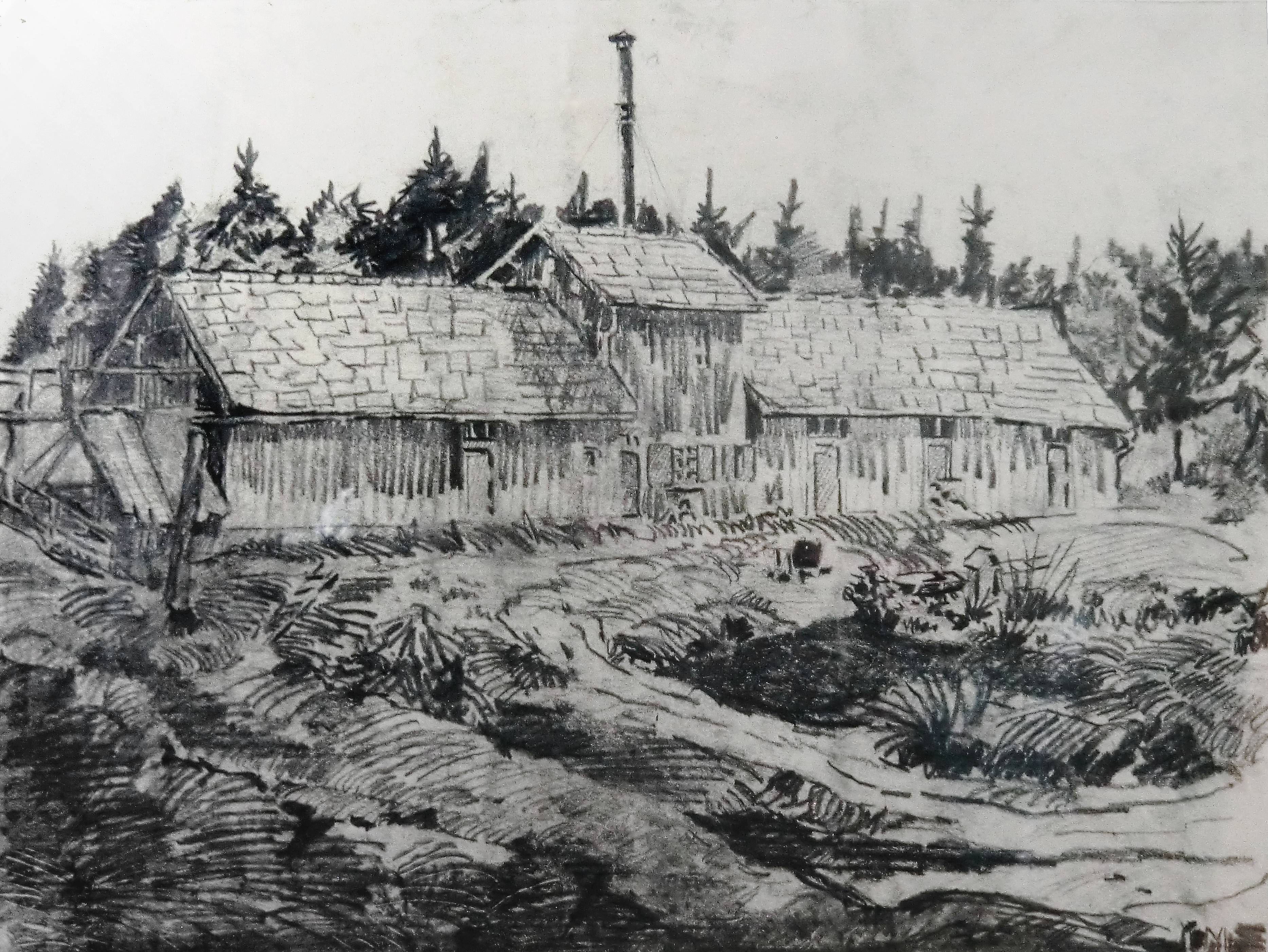
Torfwerk (1915)
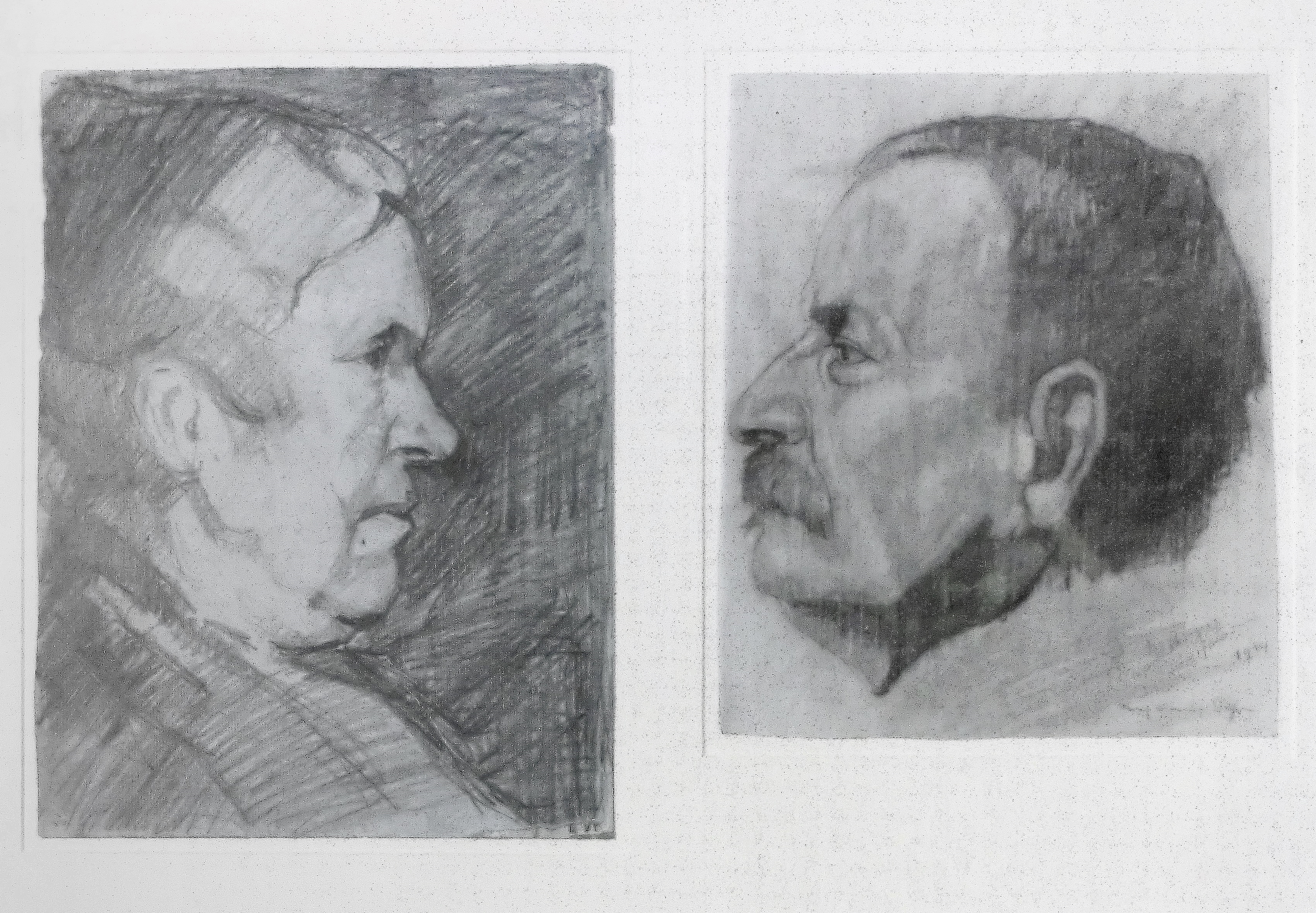
Mutter (1920), Vater (1914)
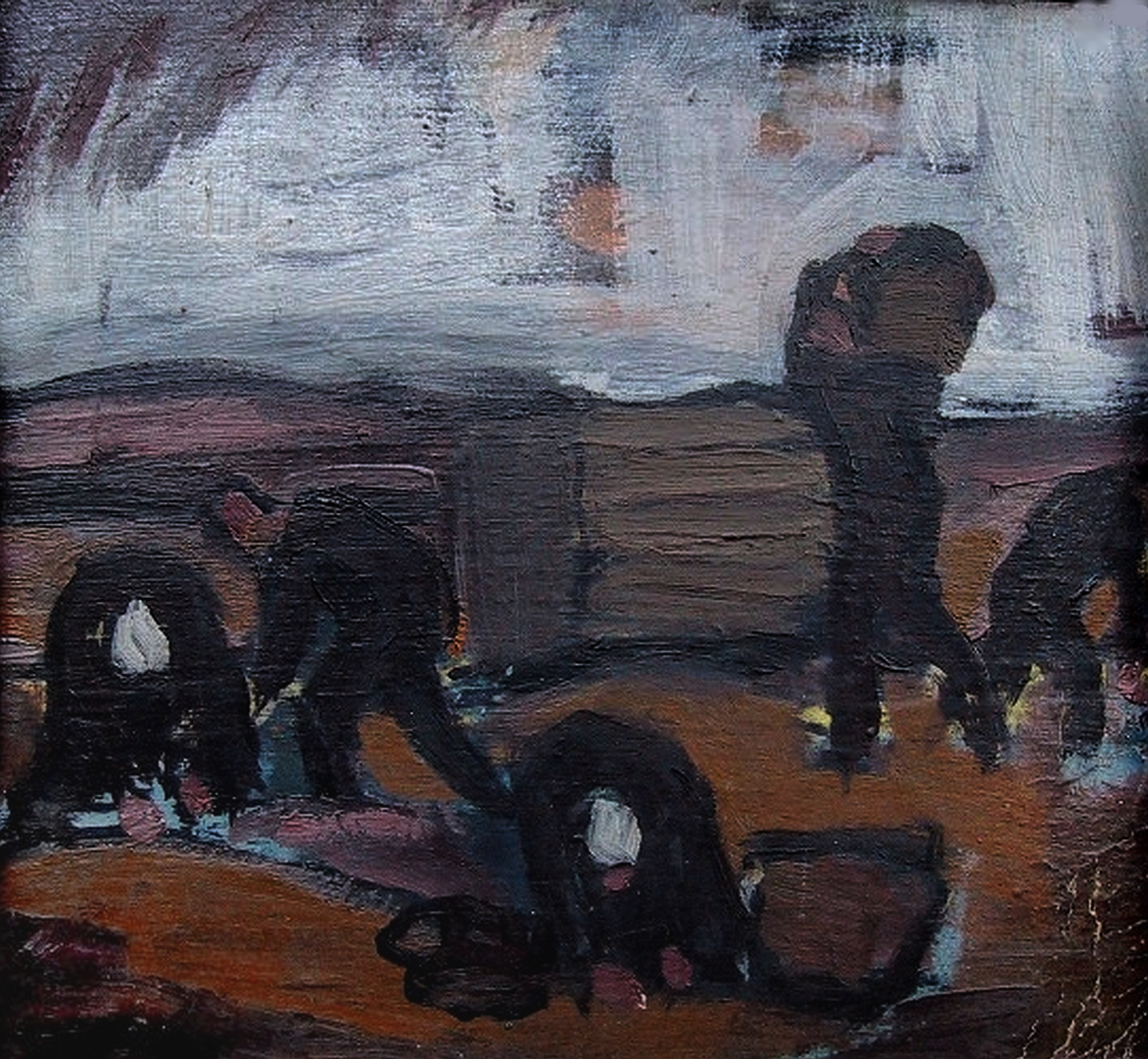
Arbeit im Moor (1922), für Akademie, 23,5 × 25 cm
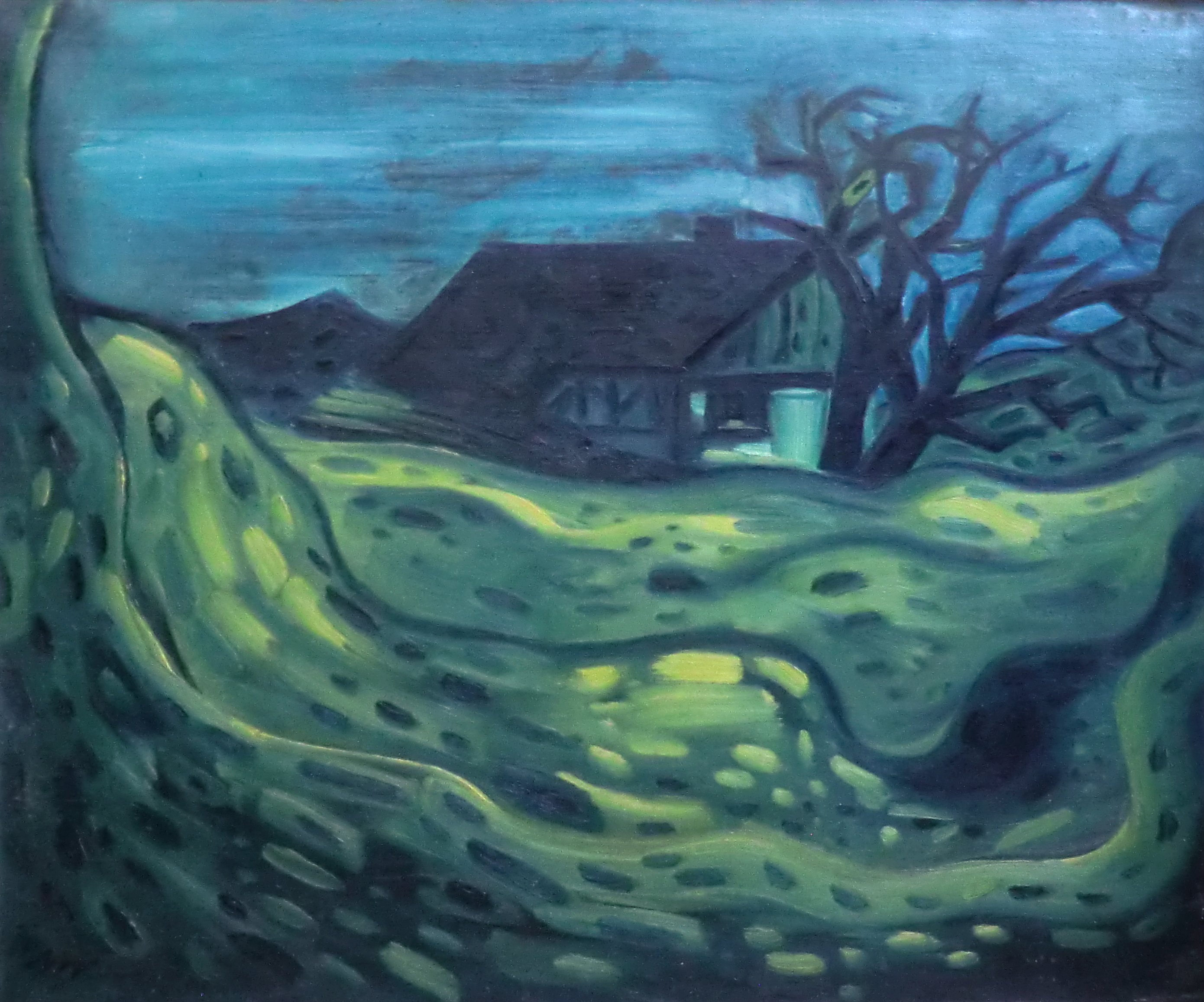
Haus im Grund (1927)
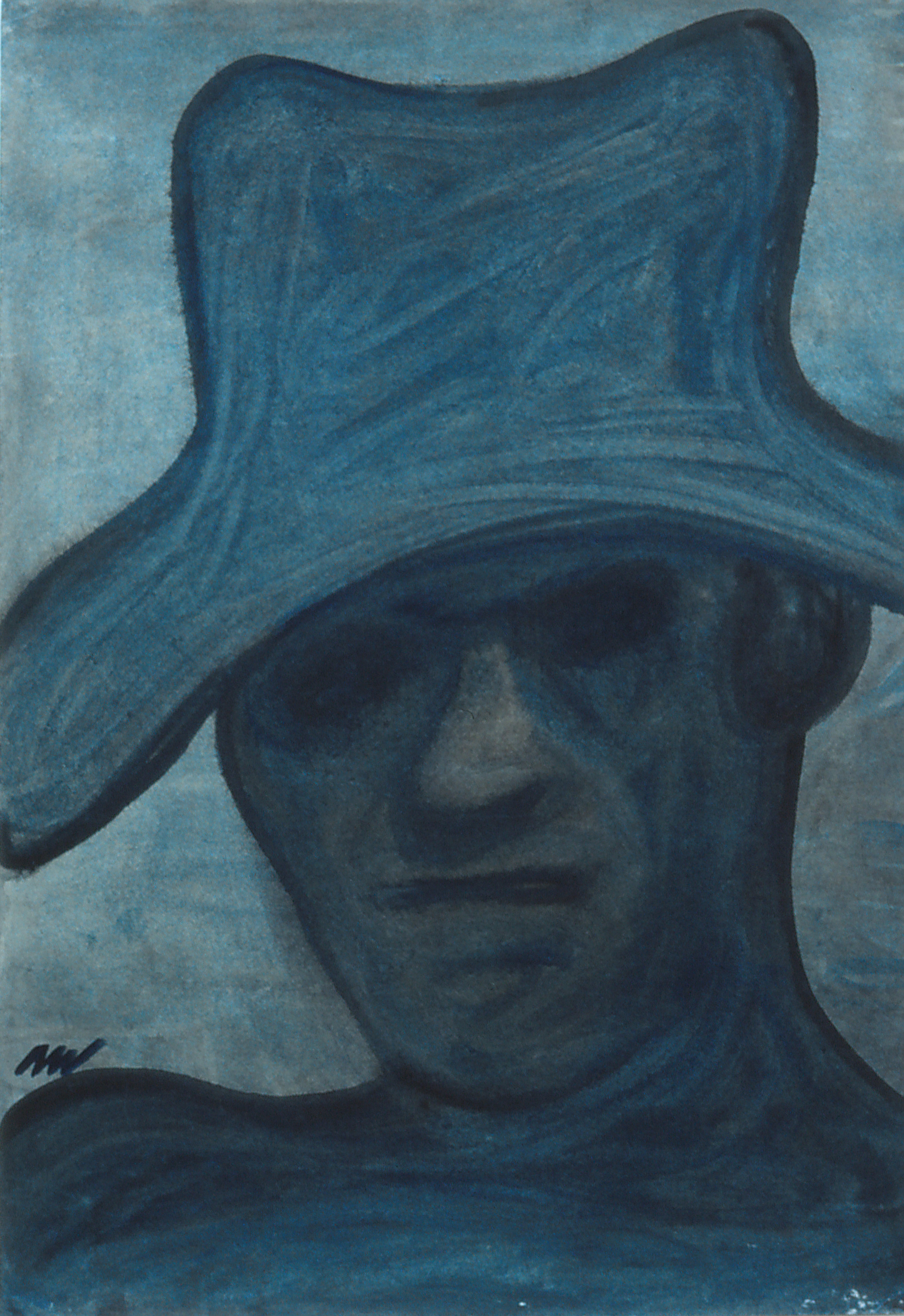
Junger Moorbauer (1930)
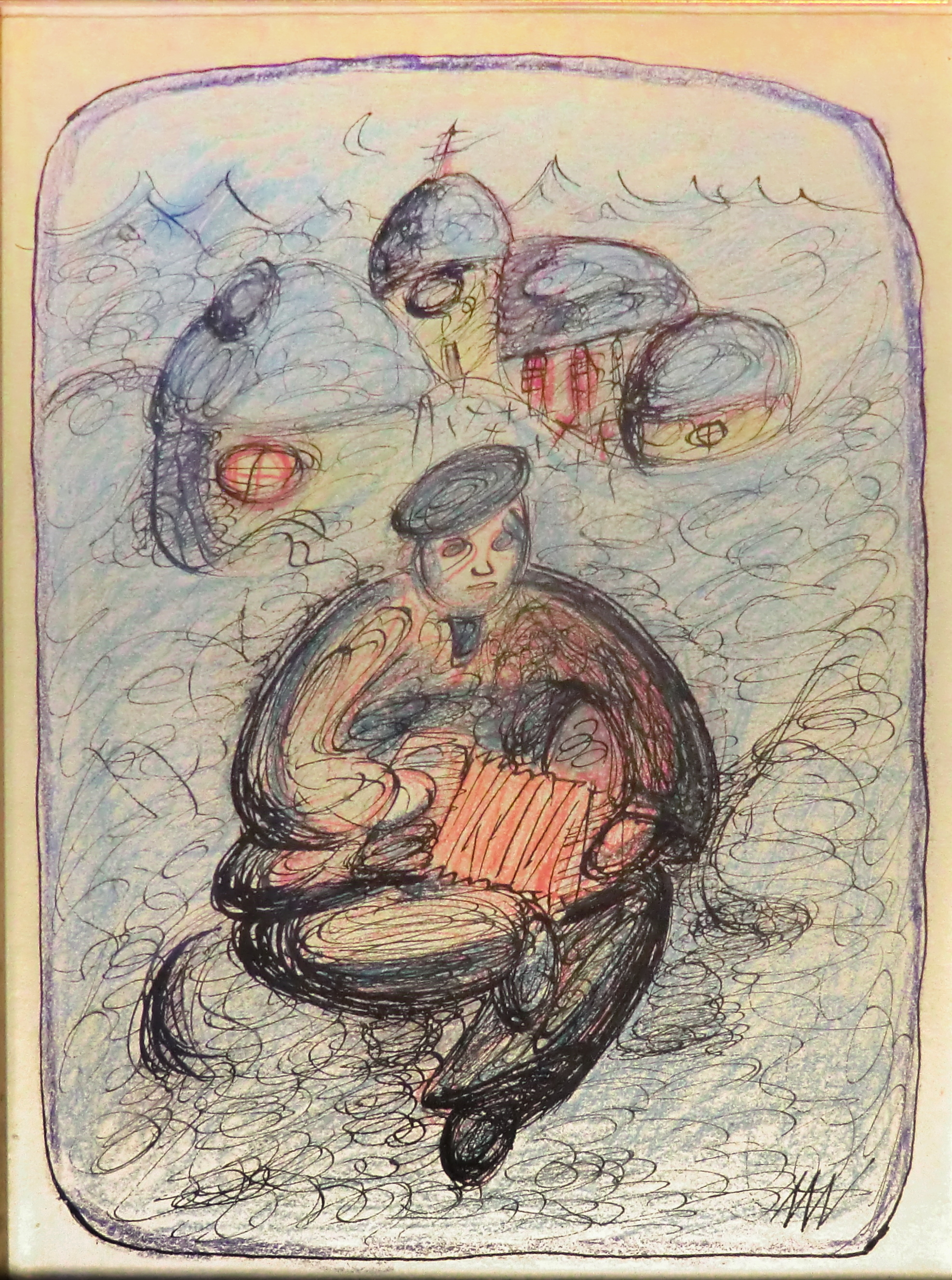
Im Gefangenenlager für Russen (1942)
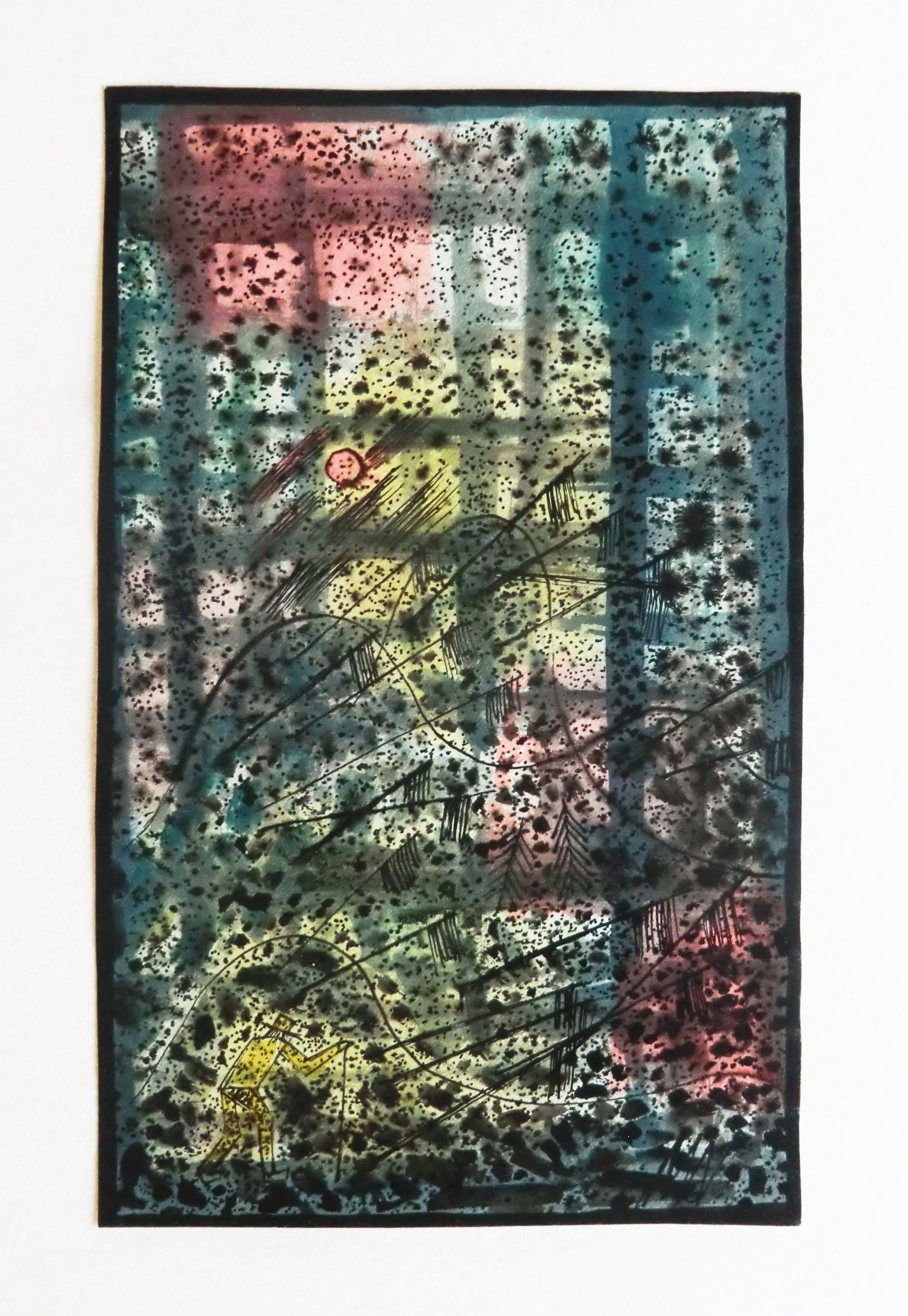
Wanderer im Hügelland (um 1950)
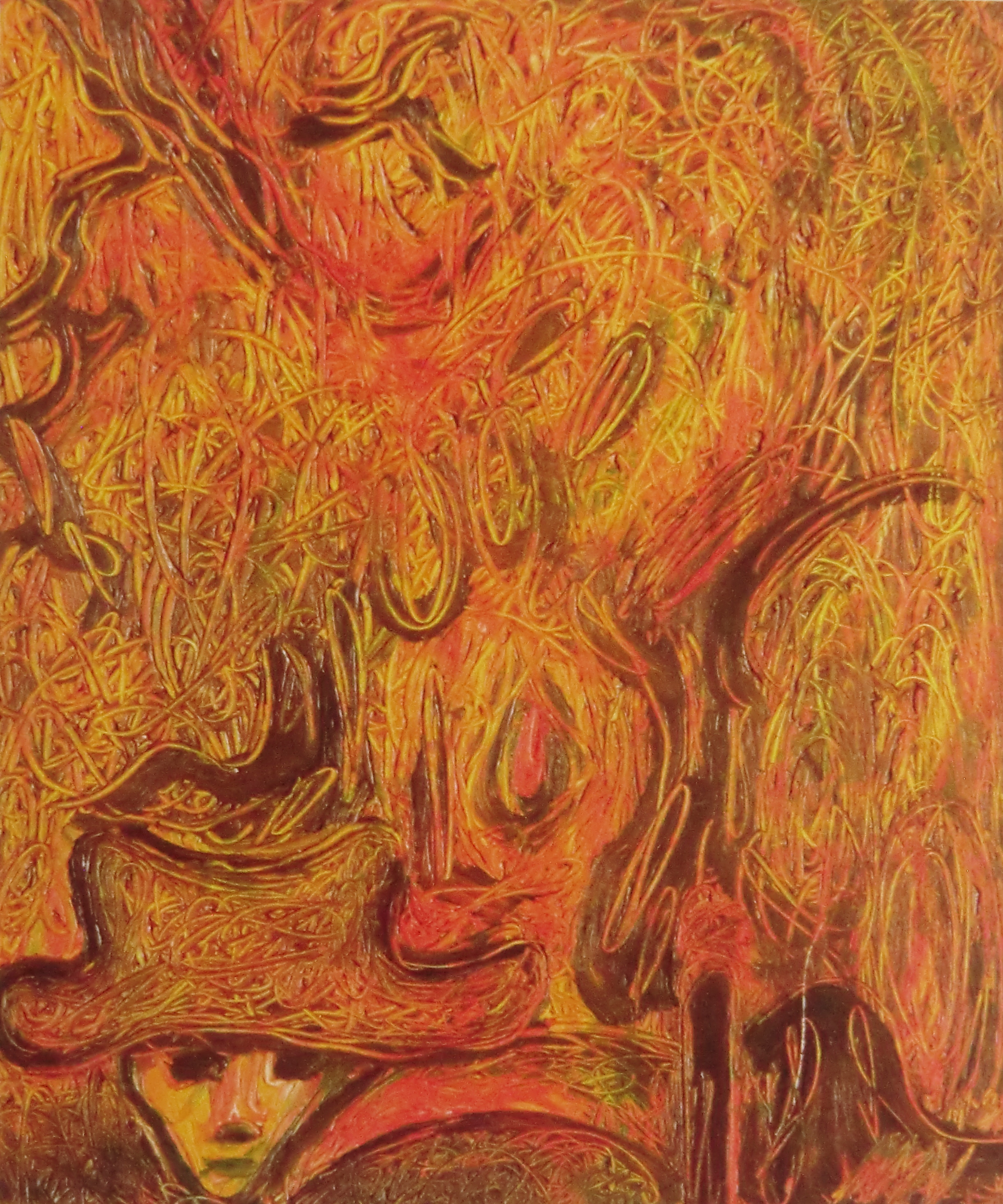
Mann mit Herbstbaum (um 1958)
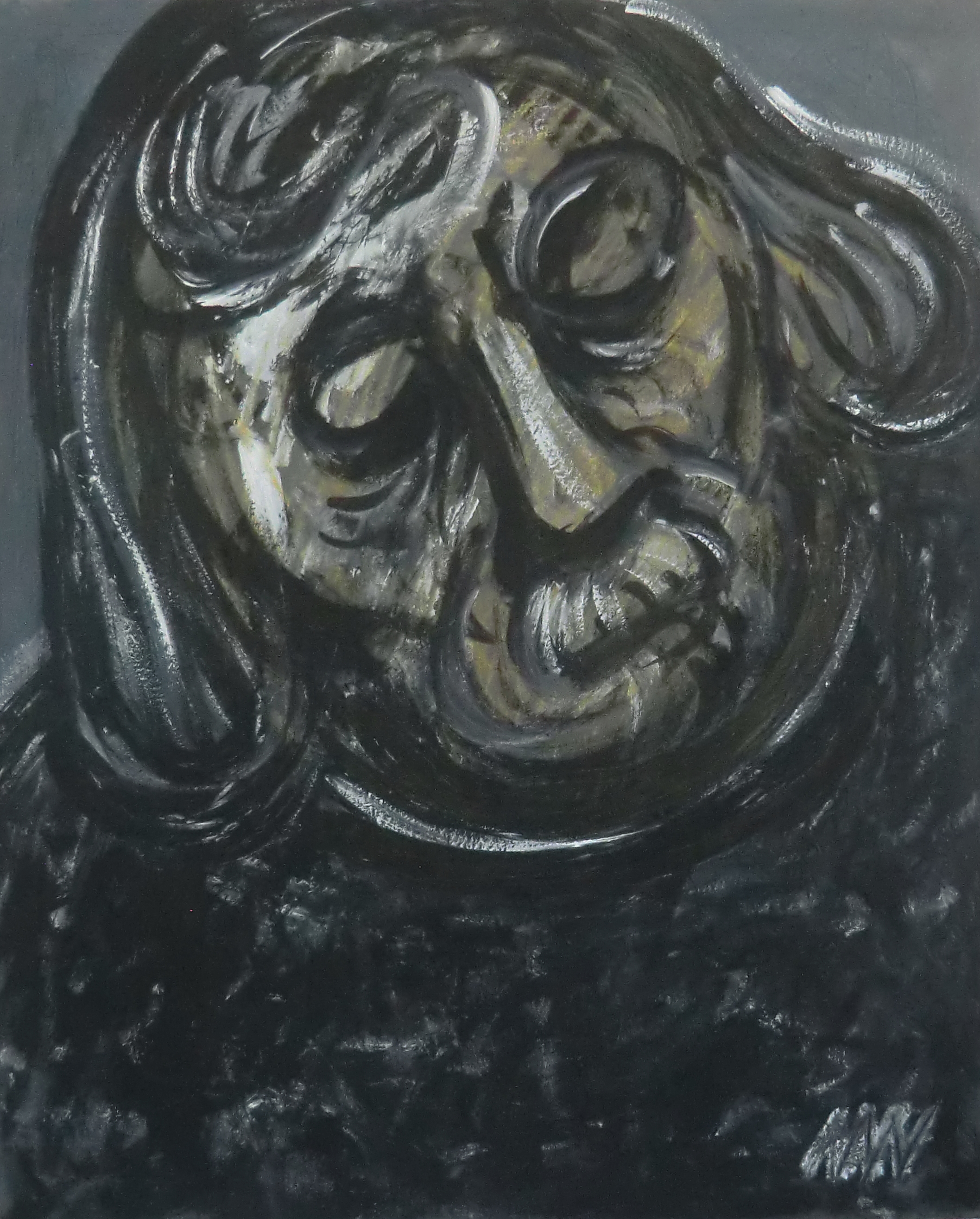
Letztes Selbstbildnis (1975)